# 小行星22401
小行星22401（22401 Egisto）是一颗绕太阳运转的小行星，为主小行星带小行星。该小行星于1995年2月24日发现。

## 轨道参数
小行星22401的轨道半长轴为3.2264808 UA，离心率为0.102。